# Шалені гроші (фільм, 2006)
Шалені гроші (англ. Funny Money) — кримінальна комедія 2006 року.

## Сюжет
Генрі Перкінс — скромний бухгалтер, який працює в невеликій установі. Одного разу він випадково плутає дипломати і забирає чужий, в якому пізніше знаходить п'ять мільйонів доларів. Про це він розповідає своїй дружині, яка не поділяє його радості і просто не розуміє, що ж їм тепер робити. Генрі починає мріяти про нове життя, в якому у нього буде все, про що він коли-небудь мріяв. Однак шалені гроші приносять разом з собою проблеми, після чого звичайному скромному бухгалтеру доведеться зустрітися не тільки з працівниками поліції, але і з небезпечним містером Бігом, який готовий на все, щоб повернути свої гроші.

## У ролях
| Актор                | Роль           |
| -------------------- | -------------- |
| Чеві Чейз            | Генрі Перкінс  |
| Пенелопа Енн Міллер  | Керол Перкінс  |
| Арманд Ассанте       | Дженеро        |
| Крістофер МакДональд | Вік            |
| Роберт Лоджа         | Фельдман       |
| Гай Торрі            | Енджел         |
| Ребекка Вісоккі      | ММ. Вірджинія  |
| Кевін Суссман        | Деніс Слейтер  |
| Алекс Менесес        | Джина          |
| Марті Белафскі       | Стен Мартін    |
| Марко Ассанте        | бармен         |
| Гаррі Бейзіл         | гість          |
| Золтан Бутуч         | містер Біг     |
| Метт Де Метт         | ділова людина  |
| Пет Фінн             | Вальтер        |
| Кері Гліберман       | toast master   |
| Сорін Місіріанту     | Влад           |
| Джоенн Рубіно        | Сьюзен         |
| Тімоті Стек          | доктор Роджерс |